# Alfred Eder
Pour les articles homonymes, voir Eder.
Alfred Eder, né le 28 décembre 1953 à Piesendorf, est un biathlète autrichien. Il a été aussi entraîneur de l'équipe nationale autrichienne. 

## Biographie
Il est le père de Simon Eder, également biathlète de haut niveau.
Alfred Eder fait ses débuts internationaux aux Championnats du monde de sprint en 1976. Aux Championnats du monde 1979, il figure pour la première fois dans les dix premiers en individuel (8e du sprint notamment). Juste avant les Jeux olympiques de Lake Placid en 1980, il atterrit sur son premier podium individuel en Coupe du monde sur l'individuel d'Antholz.
Il remporte deux médailles de bronze aux Championnats du monde : sur le sprint en 1983 et l'individuel en 1986. Entre-temps, il effectue sa meilleure saison dans la Coupe du monde, terminant quatrième du classement général en 1985, où il enregistre l'unique victoire d'étape de sa carrière à l'occasion du sprint d'Antholz. En 1993, il monte sur son onzième et dernier podium individuel en se classant troisième à Oberhof, après cinq ans d'absence dans les trois premiers. Eder prend sa retraite sportive en 1995, près de vingt après ses débuts internationaux.
Alfred Eder prend part à six éditions des Jeux olympiques d'hiver entre 1976 et 1994, record partagé avec d'autres biathlètes. Il est notamment quatrième du relais en 1988 et dixième de l'individuel en 1994.
Alfred Eder devient ensuite entraîneur de biathlon et s'occupe de l'équipe autrichienne. En 2006, impliqué dans l'affaire de dopage qui concerne l'équipe d'Autriche, il d'abord suspendu puis blanchi en 2008.
À partir de la saison 2014-2015, il entraîne l'équipe féminine de Biélorussie, l'amenant au titre olympique de relais en 2018.

## Palmarès

### Jeux olympiques d'hiver
| Épreuve / Édition   | Individuel | Sprint                           | Relais |
| ------------------- | ---------- | -------------------------------- | ------ |
| JO 1976 Innsbruck   | 21e        | Épreuve inexistante à cette date | 15e    |
| JO 1980 Lake Placid | 24e        | 23e                              | 6e     |
| JO 1984 Sarajevo    | 34e        | 22e                              | 8e     |
| JO 1988 Calgary     | 26e        | 40e                              | 4e     |
| JO 1992 Albertville | 30e        | 53e                              | —      |
| JO 1994 Lillehammer | 10e        | —                                | —      |

### Championnats du monde
| Épreuve     | 1976 à Antholz                   | 1977 à Vingrom                   | 1978 à Hochfilzen                | 1979 à Ruhpolding                | 1981 à Lahti                     | 1982 à Minsk                     | 1983 à Antholz                     | 1985 à Ruhpolding                | 1986 à Oslo                        | 1987 à Lake Placid               | 1989 à Feistritz | 1990 à Minsk (+ Oslo et Kontiolahti) | 1991 à Lahti | 1992 à Novossibirsk | 1993 à Borovets | 1994 à Canmore | 1995 à Antholz |
| ----------- | -------------------------------- | -------------------------------- | -------------------------------- | -------------------------------- | -------------------------------- | -------------------------------- | ---------------------------------- | -------------------------------- | ---------------------------------- | -------------------------------- | ---------------- | ------------------------------------ | ------------ | ------------------- | --------------- | -------------- | -------------- |
| Individuel  | (JO)                             | 41e                              | 13e                              | 10e                              | 19e                              | 22e                              | 12e                                | 21e                              | Médaille de bronze, Coupe du Monde | 29e                              | 9e               | 27e                                  | 18e          | (JO)                | 30e             | (JO)           | 50e            |
| Sprint      | 29e                              | 35e                              | 11e                              | 8e                               | 14e                              | —                                | Médaille de bronze, Coupe du Monde | 4e                               | 10e                                | 29e                              | 20e              | 12e                                  | 26e          | (JO)                | —               | (JO)           | —              |
| Relais      | (JO)                             | —                                | 5e                               | 6e                               | 10e                              | 9e                               | 7e                                 | 10e                              | 7e                                 | 6e                               | 9e               | 7e                                   | —            | (JO)                | —               | (JO)           | —              |
| Par équipes | Épreuve inexistante à cette date | Épreuve inexistante à cette date | Épreuve inexistante à cette date | Épreuve inexistante à cette date | Épreuve inexistante à cette date | Épreuve inexistante à cette date | Épreuve inexistante à cette date   | Épreuve inexistante à cette date | Épreuve inexistante à cette date   | Épreuve inexistante à cette date | 7e               | 5e                                   | 9e           | 5e                  | 4e              | 6e             | —              |

### Coupe du monde
- Meilleur classement général : 4e en 1985.
- 12 podiums individuels : 1 victoire, 2 deuxièmes places et 9 troisièmes places.
- 1 podium en relais : 1 deuxième place.